# Tiermattgraben
Der Tiermattgraben, am Oberlauf Dorfgraben genannt, ist ein gut sechs Kilometer langer linker Zufluss der Moder im Département Bas-Rhin der französischen Region Grand Est.

## Geographie

### Verlauf
Der Dorfgraben entspringt in den Nordvogesen auf einer Höhe von etwa 221 m nordwestlich von Schillersdorf bei der Straßenkreuzung der D28 mit der D105. Er fließt zunächst etwa einen Kilometer lang ostwärts am Nordrand eines Waldes entlang. Dann entfernt er sich vom Walde und verläuft durch eine Landschaft aus Feldern und Wiesen, schlägt einen Bogen nach Süden und erreicht dann den Ortsrand von Schillersdorf. Er passiert die Ortschaft südostwärts und wendet sich etwas später wieder nach Süden. Er fließt nun durch eine landwirtschaftlich genutzte Zone und wird auf seiner linke Seite vom Gittersbach und kurz darauf vom Luetzelbach gespeist. Nördlich von Obermodern mündet er schließlich als Tiermattgraben auf einer Höhe von etwa 179 m in einen Nebenarm der Moder.

### Zuflüsse
- Gittersbach (links)
- Luetzelbach (links)